# Добрая Надия (Томаковский район)
Добрая Надия (укр. Добра Надія) — село,
Новокиевский сельский совет,
Томаковский район,
Днепропетровская область,
Украина.
Код КОАТУУ — 1225487503. Население по переписи 2001 года составляло 575 человек.

## Географическое положение
Село Добрая Надия находится на правом берегу Каховского водохранилища (Днепр),
выше по течению на расстоянии в 4 км расположено село Новокаменка,
ниже по течению на расстоянии в 1 км расположено село Ильинка,
на противоположном берегу — город Энергодар.
Рядом проходит автомобильная дорога Т-0435.

## Объекты социальной сферы
- Школа.
- Фельдшерский пункт.
- Клуб.
- Сельская библиотека.